# تپه آوه ۱
تپه آوه ۱ مربوط به هزاره اول قبل از میلاد است و در شهرستان قزوین، بخش الموت، روستای آوه واقع شده و این اثر در تاریخ ۱۹ اسفند ۱۳۸۰ با شمارهٔ ثبت ۴۸۳۶ به‌عنوان یکی از آثار ملی ایران به ثبت رسیده است.